# Proso rózgowate
Proso rózgowate (Panicum virgatum L.) – gatunek rośliny z rodziny wiechlinowatych. Jest to kwitnąca w porze ciepłej trawa, jeden z dominujących gatunków traw prerii północnoamerykańskiej. Rośnie na pozostałościach prerii, wzdłuż dróg, na pastwiskach i w ogrodach jako roślina ozdobna.

## Morfologia

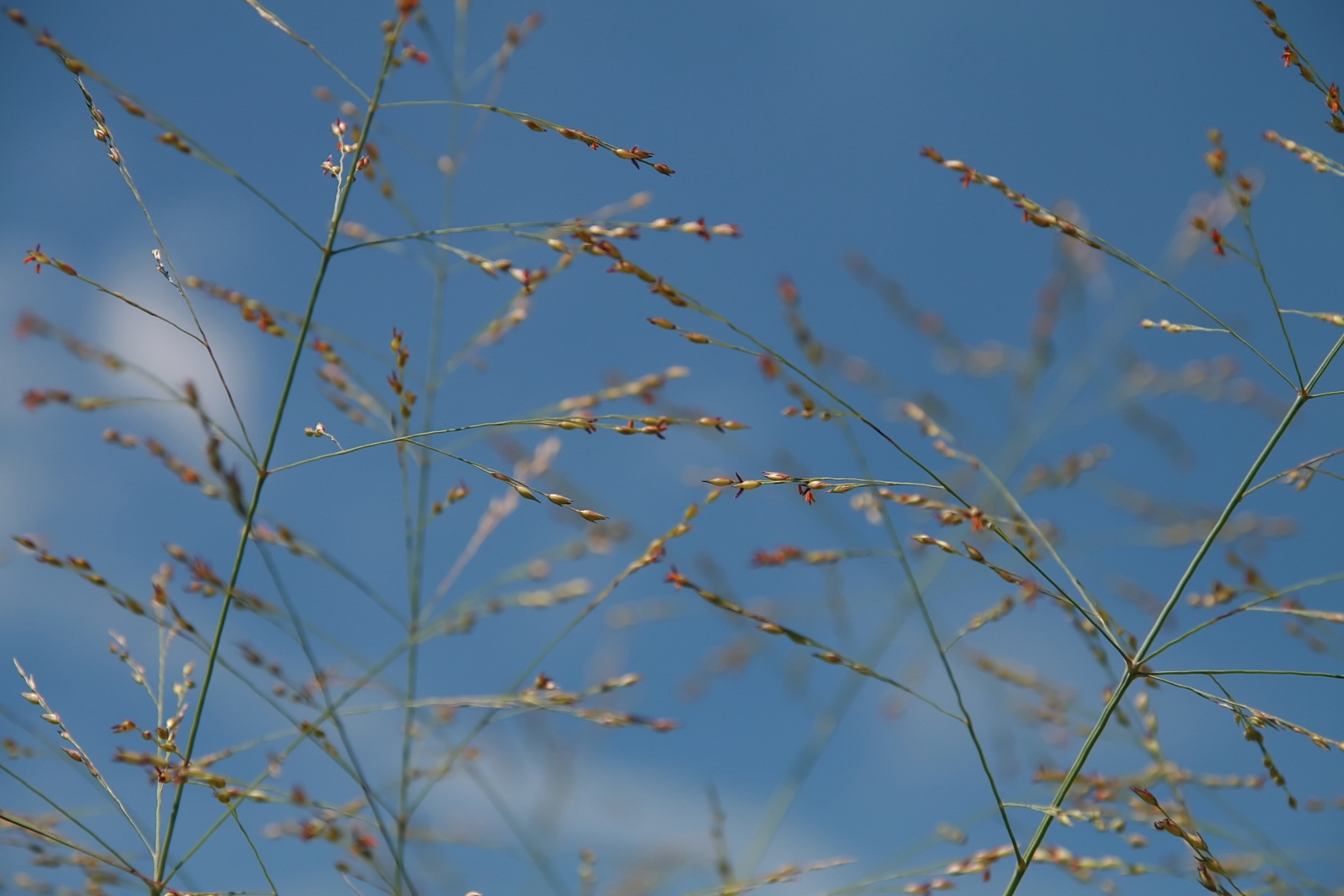
Kwiatostany

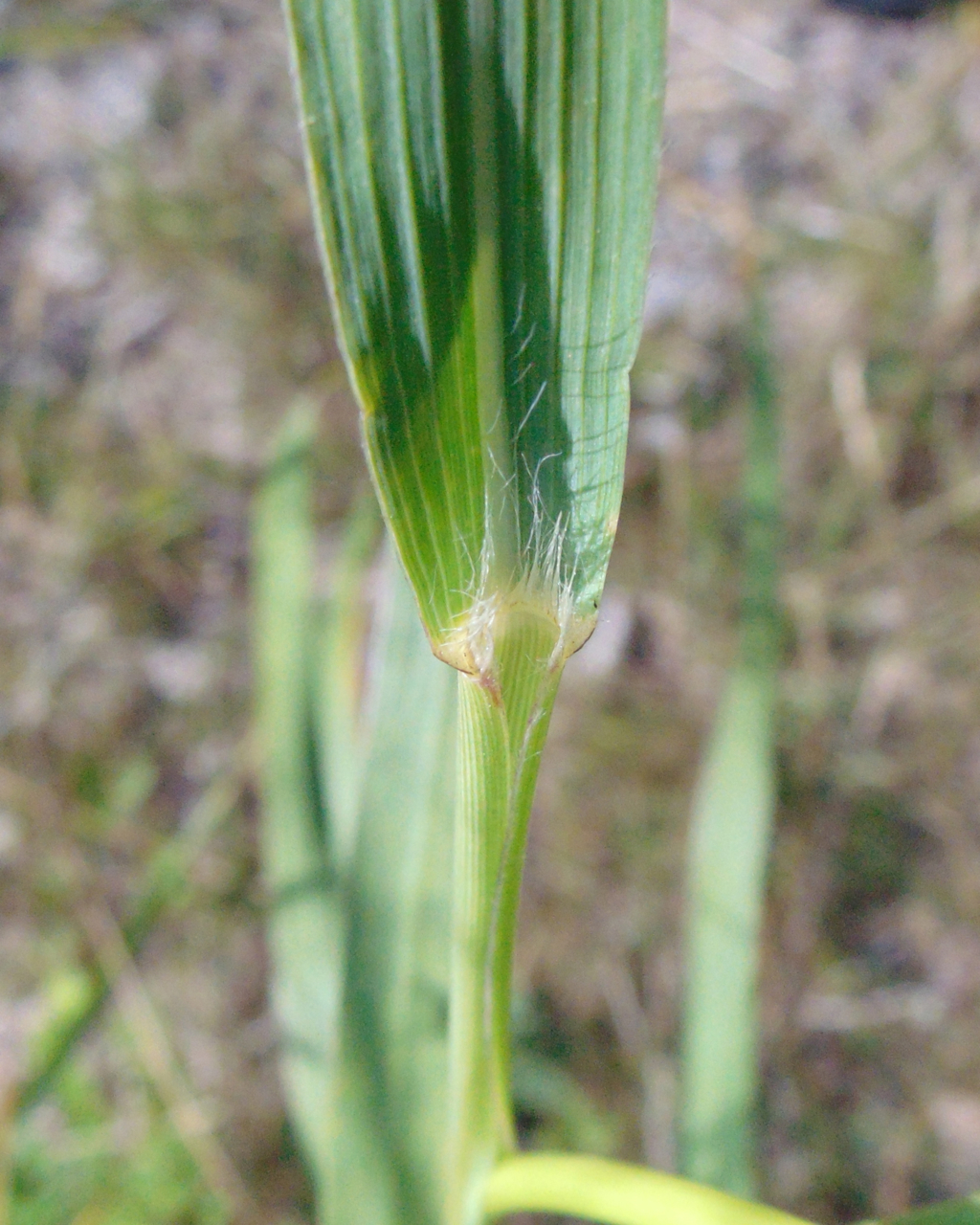
Języczek liściowy

PokrójTwarda, wieloletnia trawa rosnąca w kępach. Zaczyna wzrost późną wiosną. Może osiągnąć wysokość 1,8–2,2 m, jednak zwykle jest niższa.
LiścieMają 30–90 cm długości i posiadają wyraźne nerwy. Prowadzi fotosyntezę C4, co jest zaletą w suchym i gorącym środowisku.
KwiatyKwiatostany prosa rózgowego mają bardzo rozwinięte wiechy, często osiągające 60 cm długości i rodzące dobry plon owoców długości 3–6 mm i szerokości do 1,5 mm.
OwoceRozwijają się z jednokwiatowego kłoska. Obie plewy są dobrze rozwinięte. Ziarna, gdy dojrzeją, czasami przybierają różowy lub blado-purpurowy kolor, i jesienią wraz z liśćmi zmieniają barwę na złoto-brązową.

## Zastosowania
- Pasza. Proso rózgowe stanowi paszę dla niektórych zwierząt hodowlanych, sadzi się ją również by zmniejszyć erozję gleb. Podczas suszy stanowi roślinę ozdobną, łatwo rośnie na niezbyt wilgotnych glebach i daje cień. Proso powinno siać się na wiosnę, w tym samym okresie co kukurydzę.

- Biopaliwo. Proso rózgowe może być wykorzystywane jako biopaliwo, szczególnie dobrze sprawdza się jako surowiec do produkcji etanolu. Może rosnąć w trudnych warunkach klimatycznych, nie wymaga obfitego nawożenia ani stosowania dużej ilości środków ochrony roślin. Proso rózgowe jest rośliną wieloletnią, w odróżnieniu od kukurydzy i trzciny cukrowej, dostarcza dużego plonu biomasy – od 15 do 25 ton z hektara[5].

Z jednej tony prosa rózgowego można potencjalnie wyprodukować 380 litrów etanolu. To daje potencjał wyprodukowania ok. 9500 litrów etanolu z hektara, w porównaniu do ok. 6200 litrów z hektara trzciny cukrowej i około 3800 litrów z hektara kukurydzy. Trwa jednak debata nad ekonomicznością produkcji etanolu z prosa rózgowego. Według polskiego profesora Uniwersytetu Kalifornijskiego w Berkeley, Tadeusza Patzka, produkcja etanolu z prosa rózgowego ma negatywny bilans energetyczny – wymaga 45% więcej energii niż zawiera wyprodukowane paliwo. Inny profesor tego uniwersytetu, Richard Muller, zauważa w swej opublikowanej w 2007 roku publikacji, że proces produkcji etanolu z prosa rózgowego jest bardzo niewydajny. Zauważa też, że trwają prace nad zwiększeniem wydajności przez zastosowanie bakterii do bardziej efektywnej zamiany celulozy w etanol.